# Hippocampus reidi
Pour les articles homonymes, voir Long-nez (homonymie).
Espèce
Statut de conservation UICN

 NT  : Quasi menacé
Statut CITES
Hippocampus reidi, communément appelé Hippocampe long-nez, est une espèce d'hippocampe, de la famille des Syngnathidae.
Il vit dans les eaux peu profondes de l'ouest de l’océan Atlantique en bordure de Bahamas, Barbade, Belize, Bermudes, Brésil, Colombie, Cuba, États-Unis, Grenade, Haïti, Honduras, Jamaïque, Panama  et Venezuela.